# Trigésimo quinto governo de Israel
O trigésimo quinto governo de Israel (em hebraico: מֶמְשֶׁלֶת יִשְׂרָאֵל הַשְׁלוֹשִׁים וְחָמֵשׁ, Mem'shelet Yisra'el HaShloshim VeHamesh) está programado para ser o próximo governo de Israel. Esperava-se que fosse estabelecido após as eleições de abril de 2019, mas depois que o primeiro-ministro Benjamin Netanyahu não conseguiu formar um governo, o Knesset se dissolveu, estabelecendo uma eleição instantânea que ocorreu em 17 de setembro de 2019. Novamente, ninguém foi capaz de formar um governo e outra eleição ocorreu em 2 de março de 2020. Em 20 de abril de 2020, foi estabelecido um acordo entre Netanyahu e Benny Gantz sobre a formação de um governo de unidade nacional.